# Mano Nera (DC Comics)
Mano Nera (Black Hand), il cui vero nome è William Hand, è un personaggio dei fumetti DC Comics, un supercriminale tra i primi nemici di Lanterna Verde.
Inizialmente, era caratterizzato come un genio scientifico capace di creare marchingegni estremamente pericolosi per i suoi nemici, non ultimo uno strumento capace di assorbire l'energia dell'anello di Hal Jordan e delle altre Lanterne nonché di emanare potenti scariche energetiche. Era una figura spesso comica, che non di rado rompeva la quarta parete per parlare direttamente al pubblico.
Successivamente, le sue origini e il suo carattere vennero rinnovati dallo scrittore Geoff Johns, a partire da Lanterna Verde: Rinascita. Hand era, in questa nuova versione, un ragazzo con evidenti problemi mentali (tra cui la necrofilia) cresciuto da una famiglia che non lo amava, di cui era ritenuto la pecora nera. Durante la sua giovinezza, fu coinvolto in uno scontro tra Hal Jordan, Sinestro e Atrocitus, che era lì per assassinarlo, prevedendo che avrebbe causato la notte più profonda. In questo frangente, Hand raccolse l'arma e la utilizzò per iniziare la sua carriera da criminale.
Nel finale degli eventi di Crisi infinita, Mano Nera si suicidò ma rinacque improvvisamente con un nuovo potere. In seguito, fu trasformato da Nekron nell'entità della Morte collegata agli anelli neri del potere, dando inizio alla Notte più profonda. Durante questo evento, dissotterrò i resti di Batman e lo rianimò per ottenere una risposta emozionale che trasformasse tutti gli eroi rinati in Lanterne Nere. Tuttavia, i suoi piani furono fermati quando Hal Jordan trasformò la Justice League nel Corpo delle Lanterne Bianche e riportò in vita Hand, disattivando la Batteria Centrale del potere degli anelli e causando la morte di Nekron, ponendo fine all'evento. Fu così rapito dalla Tribù Indigo e successivamente liberato, qualche tempo dopo, da Sinestro e Jordan stessi.